# CQC-6
El CQC-6 (Close Quarters Combat - Six) o Viper Six es un cuchillo táctico plegable hecho a mano con una hoja tantō fabricado por el cuchillero Ernest Emerson. Aunque inicialmente se informó como el sexto diseño en una evolución de cuchillos de combate y el primer modelo en la línea de cuchillos personalizados Specwar de Emerson, Emerson reveló más tarde que el cuchillo fue nombrado así por el Equipo SEAL Seis. Tiene una hoja cincelada de acero inoxidable ATS-34 o 154CM y un mango de titanio y micarta de lino. El CQC-6 se acredita como el cuchillo que popularizó el concepto de cuchillo táctico plegable.

## Especificaciones
El CQC-6 tiene una hoja de 3.3125 in (84.14 mm) de largo. El mango mide 117,5 mm de largo, por lo que el cuchillo tiene una longitud de 200 mm cuando está abierto. El extremo de la culata del cuchillo se estrecha hasta un punto y cuenta con un agujero para atar un cordón.
El perfil de la hoja de la mayoría de los CQC-6 es un tantō afilado con cincel japonés con un solo bisel o una hoja de afilado cero afilada en un solo lado. Los primeros modelos tienen una línea de pulido similar a un hamon que se encuentra en una espada Samurai japonesa debido a una rueda de pulido de cuero utilizada por Emerson para terminar sus hojas. A diferencia del típico afilado de cincel japonés, el afilado de Emerson se encuentra en el lado izquierdo de la hoja en lugar del lado derecho.
El material del mango del CQC-6 se compone de dos forros de titanio que utilizan un Walker linerlock y un retén simple o doble como mecanismo de bloqueo, aunque existe un modelo experimental con un bloqueo de trinquete.Los cabezales de titanio conforman la mitad delantera del cuchillo con la mitad trasera representada por escamas de micarta de lino. Las razones para utilizar el titanio como material de bloqueo se deben a sus características de memoria y resistencia a la corrosión. Los tornillos del mango y el pivote son tornillos tradicionales de cabeza recta para facilitar el desmontaje en el campo con una herramienta improvisada, si fuera necesario.La mayoría de los modelos cuentan con ranuras de tracción para un agarre más seguro en un entorno húmedo y una cara de bloqueo biselada. Los primeros cuchillos se hicieron con micarta de lino negro y los modelos posteriores con un color verde patentado hecho exclusivamente para Emerson. Un clip de bolsillo sostenido por tres tornillos permite que el cuchillo se enganche a un bolsillo, web-gear, o MOLLE.

## Historia
A mediados de 1980, algunos Navy SEALs de un equipo de la Costa Oeste habían estado utilizando cuchillos de hoja fija personalizados comprados por el fabricante de cuchillos del sur de California Phill Hartsfield. Los cuchillos de Hartsfield están afilados con acero para herramientas A2 con tratamiento térmico diferenciado y son conocidos por sus distintivas hojas afiladas a cincel.Más exactamente, están afilados a cero, es decir, el filo no tiene bisel secundario, lo que minimiza la resistencia al corte. Emerson llevaba tiempo impresionado por la capacidad de corte del filo cincelado y había pedido permiso a Hartsfield para incorporarlo a sus propias navajas plegables, a lo que Hartsfield accedió. Cuando los SEAL pidieron a Hartsfield que les hiciera una navaja plegable, éste les informó de que no fabricaba navajas plegables y les remitió a Emerson, que fabricaba navajas plegables utilizando el Walker linerlock.
Según los requisitos de los SEAL, la navaja debía ser resistente a la corrosión, fácil de limpiar sobre el terreno, lo bastante duradera como para utilizarla a diario como herramienta y capaz de actuar como arma en caso de necesidad. La "tantō" plegable con afilado de cincel de Emerson se convirtió en el sexto modelo de su serie Viper y, aunque un puñado de prototipos se denominaron "Viper 6", el modelo pronto recibió el nombre de "CQC-6" (CQC se refiere a "combate cuerpo a cuerpo") y fue elegido por los SEAL para su uso. El escritor David Steele se refiere a la CQC-6 como el sexto modelo tras cinco prototipos y no como la siguiente en la evolución de la línea de navajas Viper.El propio Emerson afirma que el apodo "seis" se utilizó porque los SEAL en cuestión eran miembros del SEAL Team Six.
Poseer un CQC6 pronto se convirtió en una especie de símbolo de estatus entre los miembros de varias unidades militares de élite, incluidos los SEAL de la Marina, las Fuerzas Especiales del Ejército, el GSG 9 alemán y el SAS británico Debido a esta conexión con la comunidad de la Guerra Especial, Emerson cambió el nombre de su línea de cuchillos personalizados a "Specwar Knives", y en 1994 esta nueva designación comenzó a aparecer en el logotipo de su línea de cuchillas personalizadas. El CQC-6 no era un artículo oficial, sino que era adquirido de forma privada por las tropas en cuestión.
Las novelas de Richard Marcinko Rogue Warrior (Red Cell, Green Team, Task Force Blue, Detachment Bravo, SEAL Force Alpha, Violence of Action y Holy Terror) incluyen de forma destacada el CQC-6 como una pieza de equipo habitual. En la página 175 de Task Force Blue, Marcinko comenta que su CQC6 fue un "regalo personal del mismísimo Ernie Emerson". La popularidad de los libros de Marcinko ayudó a impulsar la popularidad del CQC-6 en particular y de los cuchillos tácticos plegables en general más allá del ámbito del personal militar y policial.

## Variantes
Aunque cada CQC-6 es fabricado a mano por Emerson, existen ciertas variaciones sutiles entre los modelos de diferentes años. Los primeros ejemplares llevan el logotipo de la "media luna" de Emerson, que no es más que el nombre “EMERSON” dispuesto en forma de arco en la hoja, que fue sustituido por el logotipo Specwar en 1994, que se asemeja al visor del avión Stealth y el apodo "Emerson Specwar Knives". El logotipo gunsight fue sustituido brevemente por el logotipo Diamond de Emerson durante un período de 1 año (2004-2005), hasta que el troquel para cortar el logotipo se rompió y Emerson reanudó el registro Specwar. En 2004, Emerson incorporó su dispositivo patentado de apertura "Wave" en el perfil de la hoja.
El acabado de la hoja ha sido casi uniformemente la marca registrada de Emerson planos satinados y bordes mate. Sin embargo, algunos modelos se fabricaron con un recubrimiento Black Tenifer. El acero era originalmente ATS-34 pero fue reemplazado por su equivalente americano: 154 CM. Emerson ha fabricado versiones "de vestir" con hojas de acero de Damasco y hojas de titanio con un filo de carburo.
Emerson ha utilizado materiales exóticos en las empuñaduras, como maderas duras decorativas, conchas de abulón y nácar en estas variantes de vestir; estos modelos a menudo cuentan con herrajes pulidos, a diferencia de las cachas granalladas de los modelos tácticos.Algunos de los primeros modelos contaban con un backspacer de titanio, sustituido en años posteriores por un backspacer hecho de fibra de vidrio G10. Algunos de los primeros CQC-6 contaban con recortes en las placas del mango de micarta para un pequeño par de pinzas como las que se encuentran en la navaja del ejército suizo.
En la exposición de cuchillos G9 USN Gathering de 2017 en Las Vegas, Emerson hizo el debut del CQC6 más codiciado hasta la fecha, un CQC6 Flipper negro.
En Japón hay leyes estrictas con respecto a la fabricación y posesión de cuchillas tantō.En respuesta a esto, Emerson hizo un pequeño lote de CQC-6 con un afilado de hoja más convencional para un Cutlery Show en la ciudad de Seki.Estos cuchillos presentaban el afilado en el lado derecho de la hoja en oposición al izquierdo.
Emerson hace una versión 10% escalada del CQC-6 conocida como el "Super Six" y una versión 10% escalada retro-nombrada el "CQC-5". Como todos los cuchillos personalizados de Emerson, hay un retraso de más de 13 años y no se aceptan nuevos pedidos de cuchillos.
En noviembre de 2001, Emerson fabricó un CQC-6 único en su especie y lo subastó en el New York Custom Knife Show a beneficio de los niños cuyos padres habían sido asesinados el 11 de septiembre de 2001. Este cuchillo presentaba herrajes pulidos, cachas de micarta biseladas a mano y una hoja grabada en la que se leía: "Golpearemos con una daga en el corazón del mal".

## CQC-7

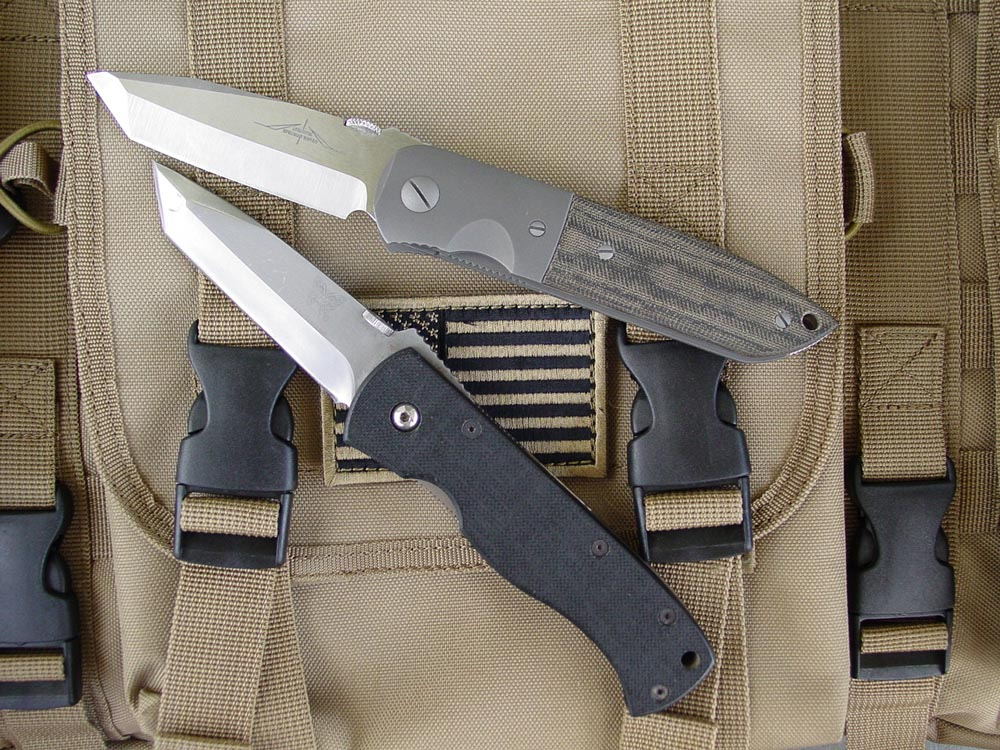
El CQC6 personalizado de Emerson (arriba) junto al 970 de Benchmade (CQC7)

En 1994, el presidente de Benchmade Knives, Les DeAsis, se puso en contacto con Emerson para fabricar el CQC-6 a mayor escala como un modelo de producción en fábrica. Prefiriendo mantener el CQC-6 como un cuchillo sólo para personalizar, Emerson en su lugar licenció un diseño similar suyo, el CQC-7.Aunque no tenía la artesanía de una pieza de cuchillería hecha a mano, satisfacía a los clientes con su propia versión de la obra de Emerson, a un precio asequible y sin los cinco años de espera. Benchmade fabricó versiones automáticas de la CQC-7 como la BM9700.Actualmente Pro-Tech Knives de Santa Fe Springs, California fabrica una versión automática de la CQC-7 en colaboración con Emerson.
La CQC-7 es similar en tamaño y perfil de hoja a la CQC-6 con la principal diferencia de un freno trasero en la culata del mango de la CQC-7 en contraposición a la forma de cola de barco de la CQC-6. Después de que el contrato con Benchmade expirara, Emerson comenzó la producción de este modelo en su propia fábrica, Emerson Knives, Inc, en 1999.La versión de producción del CQC-7 no es un cuchillo hecho a mano y no cuenta con virolas o micarta en la construcción del mango. El material del mango del modelo de producción es fibra de vidrio G-10 y el filo de la hoja tiene un bisel secundario. Hay una versión más grande y más pequeña de este cuchillo conocido como el "Super CQC-7" y "Mini-CQC-7", respectivamente, y una versión con una hoja de punta caída en lugar de un tanto. Una versión "todo titanio" manejado con un framelock se hizo en 2005 conocido como el HD-7 para conmemorar el décimo aniversario de este modelo. Emerson fabrica versiones artesanales del CQC-7 con variaciones similares al CQC-6 mencionado anteriormente.
En la película rusa 12, un remake del clásico Twelve Angry Men, un "Emerson CQC-7" se revela como la posible arma utilizada por un adolescente checheno en el asesinato de sus padres de acogida rusos. Sin embargo, el cuchillo que aparece en la película no es un CQC-7 ni siquiera un cuchillo Emerson.
En mayo de 2013, se subastó con fines benéficos un cuchillo Emerson CQC-7 no hecho a medida en fábrica que llevaba Matt Bissonnette, que actuó como hombre clave en la misión para matar o capturar a Osama bin Laden, y que obtuvo más de 35.400 dólares.